# Вакуленко Катерина Гаврилівна
Вакуленко Катерина Гаврилівна (нар. 6 січня 1952 р.) — доктор педагогічних наук, професор, завідувачка кафедри народного декоративно-прикладного мистецтва Краснодарського державного університету культури й мистецтв. Відмінник народної освіти. Член НТШ.

## Науковий доробок
Загальна кількість публікацій — 34, за останні 5 років — 25.
- Народное декоративно-прикладное искусство Кубани: традиции и современность: Монография. Краснодар, 2002. — 140 с.
- Современное состояние преподавания народного декоративно-прикладного искусства в многоуровневой системе подготовки специалистов на Кубани: Монография. Краснодар, 2003.
- Народное декоративно-прикладное искусство //. Система регионального непрерывного художественно-эстетического образования: Учеб. пособие. Краснодар, 1997. 48 с.

## Нагороди та відзнаки
- Три медалі ВДНГ СРСР на Всесоюзній виставці народного декоративно-прикладного мистецтва.
- Лауреат Всеросійської виставки «Рідна домівка».
- Учасник Міжнародної виставки в Люксембурзі, Бельгії, Німеччині в складі Урядової делегації по програмі «Російсько-Європейський діалог».
- «Заслужений працівник культури Кубані».
- Лауреат Премії фонду відродження народної культури Кубані «Джерела».
- Лауреат Премії Адміністрації Краснодарського краю в галузі науки, утвору й культури.

| українська персоналія | Це незавершена стаття про особу, що має стосунок до України. Ви можете допомогти проєкту, виправивши або дописавши її. |